# Henry Aurand

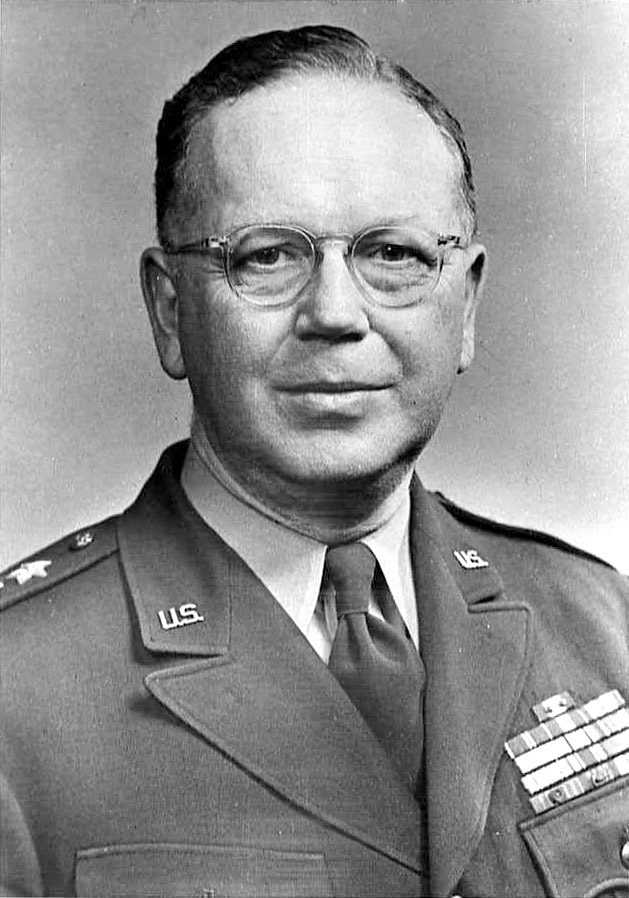
Henry S. Aurand

Henry Spiese Aurand (* 21. April 1894 in Tamaqua, Schuylkill County, Pennsylvania; † 18. Juni 1980 in Laguna Hills, Ornabge County, Kalifornien) war ein Generalleutnant der United States Army.
Henry Aurand war der Sohn von Peter August Aurand (1863–1947) und dessen Frau Annie L. Spiese (1869–1933). Nachdem die Familie nach Shamokin, ebenfalls in Pennsylvania, umgezogen war, absolvierte er die dortige High School. In den Jahren 1911 bis 1915 durchlief er die United States Military Academy in West Point. Dieser Jahrgang ging in die Geschichte der Akademie als „The class the stars fell on“ ein, weil von 164 Absolventen 59 später einen Generalsrang erreichten. Dazugehörten unter anderem Dwight D. Eisenhower und Omar N. Bradley. Nach seiner Graduation wurde Aurand als Leutnant der Küstenartillerie zugeteilt. In der Armee durchlief er anschließend alle Offiziersränge vom Leutnant bis zum Dreisterne-General.
Im Lauf seiner militärischen Karriere absolvierte er verschiedene Kurse und Schulungen. Dazugehörten unter anderem die Ordnance School (1916–1917), das Command and General Staff College (1928), das United States Army War College (1931) und das Army Industrial College (1940), die spätere Dwight D. Eisenhower School for National Security and Resource Strategy.
In seinen jüngeren Jahren absolvierte er den für Offiziere in den niederen Rangstufen üblichen Dienst in verschiedenen Einheiten und Standorten. Zwischenzeitlich wurde er auch als Stabsoffizier eingesetzt. Im Jahr 1915 war er in El Paso in Texas stationiert, wo er die Mexikanische Expedition unterstützte. Am Ersten Weltkrieg nahm er nicht aktiv teil. In den 1920er und 1930er Jahren setzte Aurand seine Laufbahn an verschiedenen Standorten und in verschiedenen Verwendungen fort.
Zwischen 1933 und 1937 war er Dozent am Army War College. Danach war er bis 1939 Leiter der Technikabteilungen (Chief of Technical Groups) im Picatinny Arsenal in New Jersey. Nach seinem Studium am Army Industrial College war er bis September 1942 Stabsoffizier in der G4 (Logistik) Abteilung im Kriegsministerium. Er schlug unter anderem die Schaffung des United States Army Transportation Corps vor, das dann am 31. Juli 1942 tatsächlich gegründet wurde. Aurand setzte sich auch erfolgreich für die massenhafte Anschaffung von Jeep s für die Armee ein. Dies geschah vor dem Hintergrund des Zweiten Weltkriegs, an dem die Vereinigten Staaten seit dem 7. Dezember 1941 aktiv teilnahmen.
Zwischen September 1942 und Oktober 1944 kommandierte Henry Aurand den 6. Service Command mit dem Hauptquartier in Chicago. Diese Commands lösten die früheren Corps Areas ab. Das 6. Command umfasste die Bundesstaaten Michigan, Illinois, Indiana und Wisconsin. Im Jahr 1943 setzte er Truppen in Detroit zur Niederschlagung von Rassenunruhen ein. Im Oktober 1944 wurde Aurand auf den europäischen Kriegsschauplatz versetzt. Dort war er zwischen Dezember 1944 und Mai 1945 Kommandierender General der Normandy Base Section. Anschließend wurde er nach China versetzt, wo er bis zum November 1945 die Nachschubeinheiten (Commanding General Services of Supply, US China Theater of Operations) kommandierte. Es folgte eine kurze Rückkehr als Kommandeur des 6. Service Commands (Januar bis Februar 1946). Danach kommandierte er von Februar bis Mai 1946 die amerikanischen Truppen in Afrika und dem Nahen Osten. Anschließend war er bis 1949 als Stabsoffizier im Armee-Hauptquartier in Washington, D.C. Im April 1949 übernahm er das Kommando über die damalige United States Army, Pacific, einer Vorläuferorganisation der späteren gleichnamigen United States Army Pacific. In dieser Eigenschaft löste er Floyd Lavinius Parks ab. Dieses Kommando bekleidete er bis zum 31. August 1952. In diese Zeit fiel der Koreakrieg an dem Aurand aber nicht direkt beteiligt war. Nachdem er sein Kommando an John W. O’Daniel übergeben hatte, ging er in den Ruhestand.
Henry Aurand verbrachte seinen Lebensabend zunächst auf Hawaii, wo sich auch das Hauptquartier seines früheren Kommandos über die U.S. Army Pacific befand. Im Jahr 1960 berief ihn sein ehemaliger Klassenkamerad in West Point, Dwight D. Eisenhower, der inzwischen zum Präsidenten der Vereinigten Staaten aufgestiegen war, in die amerikanische Kommission der Pazifischen Gemeinschaft. Zudem verfasste Aurand Artikel für die Zeitung The Honolulu Advertiser. Im Jahr 1963 zog er von Hawaii nach St. Louis in Missouri und dann im Jahr 1977 nach Laguna Hills in Kalifornien, wo er am 18. Juni 1980 verstarb. Er wurde auf dem amerikanischen Nationalfriedhof Arlington beigesetzt. Sein Sohn Evan Peter Aurand (1917–1989) brachte es in der United States Navy bis zum Vizeadmiral.
Henry Aurand erhielt im Lauf seiner militärischen Laufbahn unter anderem folgende Auszeichnungen:
- Army Distinguished Service Medal
- Bronze Star Medal
- Mexican Service Medal
- World War I Victory Medal
- American Defense Service Medal
- American Campaign Medal
- Asiatic-Pacific Campaign Medal
- European-African-Middle Eastern Campaign Medal
- World War II Victory Medal
- Orden der Ehrenlegion (Frankreich)
- Croix de Guerre (Frankreich)
- Order of the Bath (Großbritannien)
- Orden des Befreiers San Martin (Argentinien)